# Vepris leandriana
Vepris leandriana är en vinruteväxtart som beskrevs av Joseph Marie Henry Alfred Perrier de la Bâthie. Vepris leandriana ingår i släktet Vepris och familjen vinruteväxter. Inga underarter finns listade i Catalogue of Life.